# Славин, Лев Исаевич
Лев Иса́евич (И́цкович) Сла́вин (15 (27) октября 1896, Одесса — 4 сентября 1984, Москва) — русский советский писатель, сценарист и драматург, журналист, военный корреспондент.

## Биография
Родился 15 октября (по старому стилю) 1900 года в Одессе в семье велижского мещанина Витебской губернии Ицко Симоновича Славина (1869—?) и Фрейды-Симы Ицковны Славиной (в девичестве Ярославской, 1869—?), дочери турецко-подданного, заключивших брак там же 12 марта 1895 года. Учился в Новороссийском университете. В 1916 году, с первого курса, был мобилизован в армию и участвовал в Первой мировой войне. Именно эти события и легли впоследствии в основу его первого романа «Наследник» (1931). После демобилизации занимался журналистикой.
Творческая деятельность началась в Одессе, в возникшем там в 1919 году «Коллективе поэтов», с которым связаны судьбы многих известных писателей: Э. Г. Багрицкого, И. А. Ильфа, Ю. К. Олеши, В. П. Катаева и других; дружил с Ильфом. Первые рассказы Славина были опубликованы в одесском журнале «Коммунист».
В 1924 году Славин переехал в Москву и сотрудничал с газетой «Гудок», выступая во всех газетных жанрах. Один из авторов книги «Беломорско-Балтийский канал имени Сталина» (1934).
В 1932 году Лев Славин написал пьесу о гражданской войне — «Интервенция», которая начиная с 1933 года ставилась на сценах советских театров и принесла ему широкую известность. Эта пьеса игралась повсеместно, возвращалась на сцену несколькими поколениями режиссёров, переводилась на многие языки, неоднократно издавалась и была экранизирована. Тогда же начал работать в кино. Наиболее известные работы — сценарии к кинофильмам «Возвращение Максима» (1937) и «Интервенция» (1967). Последний фильм был признан «творческой неудачей» режиссёра (Г. И. Полоки), пролежал на полках 19 лет и только в 1987 году был выпущен в прокат. По мотивам рассказа Славина «Кафе „Канава“» была снята лирическая комедия с Мариной Неёловой «Дамы приглашают кавалеров».
В 1939 году Славин — военный корреспондент на Халхин-Голе, в 1941—1945 годах, в период Великой Отечественной войны — военный корреспондент газет «Красная Звезда» и «Известия», майор интендантской службы. Он участвовал в Первой мировой войне, в боях на Халхин-Голе и Великой Отечественной. В Монголии писатель познакомился с Г. К. Жуковым.
Написал воспоминания о И. Э. Бабеле, А. П. Платонове, Вс. В. Иванове, М. А. Светлове, написал книги о А. И. Герцене, В. Г. Белинском, Я. Домбровском и других. Писал также повести и мемуары. Многие произведения Славина переведены на иностранные языки.
В 1964 году принял участие в написании коллективного детективного романа «Смеётся тот, кто смеётся», опубликованного в газете «Неделя».
В 1966 году подписал петицию в защиту А. Д. Синявского и Ю. М. Даниэля. В 1976 году восьмидесятилетний юбилей отмечали в Центральном Доме Литераторов (ЦДЛ) с участием В. П. Катаева, Л. З. Трауберга и В. Н. Плучека.
Умер 4 сентября 1984 года в Москве. Похоронен на Кунцевском кладбище.

## Семья
- жена — Софья Наумовна Лифшиц

## Награды
- орден Трудового Красного Знамени (28.10.1976) — в связи с 80-летием
- орден Красной Звезды (21.02.1945)
- орден «Знак Почёта» (31.01.1939)
- медали

## Творчество
- «Наследник» (1931) — роман
- «Интервенция» (1932) — пьеса
- «Гамбург — Америка линия» (1934) — рассказ
- «Частная жизнь Петра Виноградова» (1934) — сценарий
- «Сын Монголии» (1936) — сценарий
- «Багрицкий» (1936) — историческая биография Э. Г. Багрицкого
- «Возвращение Максима» (1937) — сценарий
- «Дело под Картамышевом» (1939) — рассказ
- «Мои земляки» (1942) — повесть, позже издавалась под названием «Два бойца», легла в основу сценария
- «Дороги идут на Запад» (1943) — рассказ
- «Уралец» (1943) — рассказ
- «Мадонна придорожная» (1945) — новелла
- «Поездка в Цербст» (1945) — новелла
- «Последние дни фашистской империи» (1946) — документальный очерк
- «О Лапине и Хацревине» (1946) — историческая биография Б. Лапина и З. Хацревина
- «По ту сторону холма» (1958) — повесть
- «Андрей Платонов» (1963) — историческая биография А. П. Платонова
- «Неугодная жертва» (1964) — новелла
- «Мой Олеша» (1964) — историческая биография Ю. К. Олеши
- «Портреты и записки» (1965) — биографии и мемуары
- «Ильф и Петров» (1965) — историческая биографии И. А. Ильфа и Е. П. Петрова
- «Восхищения Всеволода Иванова» (1965) — историческая биография Вс. Иванова
- «Предвестие истины» (1966) — рассказ
- «Интервенция» (1967) — сценарий по собственной пьесе
- "Кафе «Канава» (1967) — рассказ
- «За нашу и вашу свободу!» (1968) — историческая биография Я. Домбровского
- «Черты из жизни Михаила Светлова» (1968) — историческая биография М. А. Светлова
- «Армения! Армения!» (1970) — рассказ
- «Кармелина» (1972) — рассказ
- «Роман с башней» (1972) — рассказ
- «Неистовый» (1973) — историческая биография В. Г. Белинского
- «Мой чувствительный друг» (1973) — рассказы, записки, портреты
- «Арденнские страсти» (1976) — роман
- «Ударивший в колокол» (1979) — историческая биография А. И. Герцена
- «Избранное» (1981) — сборник рассказов и очерков